# Крістіан Ніккам
Крістіан Ніккам (англ. Christian Niccum; *27 січня 1978, м. Міннеаполіс, США) — американський саночник, який виступає в санному спорті на професійному рівні з 2002 року. Дебютував в національній команді, як учасник зимових Олімпійських ігор в 2006 році, коли він з іншим напарником посів 23 місце, а в 2010 році в Ванкувері добився 6 місця. Входить до числа 10 найкращих саночників світу, а в парному розряді виступає разом з саночником Деном Джойї, на світових форумах саночників починає підбиратися до п'єдесталу пошани.